# Mountain (Wisconsin)
Mountain es un pueblo ubicado en el condado de Oconto en el estado estadounidense de Wisconsin. En el Censo de 2010 tenía una población de 822 habitantes y una densidad poblacional de 4,37 personas por km².

## Geografía
Mountain se encuentra ubicado en las coordenadas 45°9′59″N 88°25′39″O / 45.16639, -88.42750. Según la Oficina del Censo de los Estados Unidos, Mountain tiene una superficie total de 188.28 km², de la cual 185.49 km² corresponden a tierra firme y (1.48%) 2.79 km² es agua.

## Demografía
Según el censo de 2010, había 822 personas residiendo en Mountain. La densidad de población era de 4,37 hab./km². De los 822 habitantes, Mountain estaba compuesto por el 97.45% blancos, el 0% eran afroamericanos, el 0.97% eran amerindios, el 0.12% eran asiáticos, el 0% eran isleños del Pacífico, el 0.12% eran de otras razas y el 1.34% pertenecían a dos o más razas. Del total de la población el 0.73% eran hispanos o latinos de cualquier raza.